# Krupac (gmina Bela Palanka)
Krupac (cyr. Крупац) – wieś w Serbii, w okręgu pirockim, w gminie Bela Palanka. W 2011 roku liczyła 62 mieszkańców.